# Nadir Lamyaghri
Nadir Lamyaghri (in arabo نادر المياغري‎?; Casablanca, 13 febbraio 1976) è un ex calciatore marocchino, di ruolo portiere.

## Carriera

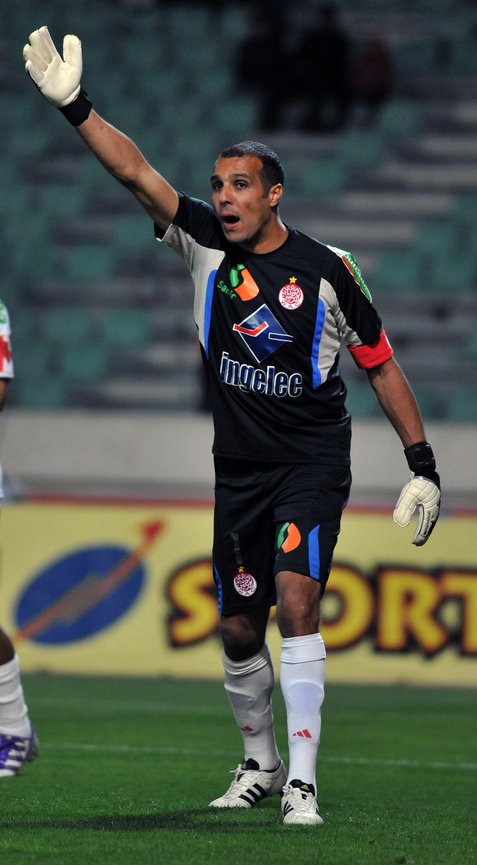
Lamyaghri nel 2012 contro la JS Massira

### Club
Lamyaghri inizia la sua carriera nelle giovanili del Racing de Casablanca con il quale fa il suo debutto da professionista nel 1995. Nel 2000 passa nelle file del Wydad Casablanca dove nel novembre 2001 vince la Coppa del Marocco. Dopo una sola stagione viene girato in prestito all'Hassania Agadir dove conquista il campionato, il primo della sua carriera.
Nella stagione 2002-2003 rientra al Wydad. Con la squadra rosso-bianca disputa quattro stagioni nelle quali vince il suo secondo campionato nel 2006. Nel 2007 Lamyaghri viene mandato in prestito per una stagione all'Al-Wahda, squadra degli Emirati Arabi Uniti.
Dopo un'altra esperienza in prestito al club di Abu Dhabi nel 2008, torna definitivamente tra i pali del Wydad. Alla sua prima stagione dal suo rientro, arriva in finale della Champions League araba persa con i tunisini dell'Espérance de Tunis. Nel 2010 si laurea per la terza volta in carriera campione di Marocco. Nella stagione 2010-2011 il Wydad si classifica terzo in campionato ma conquista la finale della CAF Champions League dove viene sconfitto nuovamente dopo due anni dall'Espérance de Tunis.

### Nazionale
Lamyaghri debutta con i Leoni dell'Atlante nel 2003. Nel 2004 prende parte alla Coppa d'Africa 2004 dove il Marocco si classifica secondo, perdendo la finale per 2-1 contro i padroni di casa della Tunisia.
Nello stesso anno partecipa alla spedizione olimpica di Atene 2004 non avendo la stessa fortuna e uscendo subito al primo turno. Partecipa alle Coppe d'Africa del 2006, 2008 e 2012.
Per l'edizione del 2013 Lamyaghri viene scelto come capitano dal commissario tecnico Rachid Taoussi. Il 27 gennaio, dopo il pareggio contro il Sudafrica e la conseguente eliminazione della selezione marocchina dalla Coppa d'Africa, annuncia il suo ritiro dalla nazionale all'età di 36 anni.

## Palmarès

### Club
- Campionato marocchino: 3

Hassania Agadir: 2001-2002
Wydad Casablanca: 2005-2006, 2009-2010
- Coppa del Marocco: 1

Wydad Casablanca: 2000-2001